# Зловісна спадщина
Зловісна спадщина (норв. Den onda arven) — 6-а книга з серії «Сага про людей льоду» норвезької письменниці Маргіт Сандему. Серія була опублікована в період з 1982 по 1989 рік. Ця серія — сімейна сага, яка прослідковує за родом «людей льоду» протягом століть.

## Головні герої
- Тар'є Лінд з народу «людей льоду»;
- Маттіас з народу «людей льоду»;
- Колгрім з народу «людей льоду».

## Mp3 музика до книги
- Isfolket 06 - Den onde arv
- Опублікувала: Анне Лінггард
- Тривалість: 5 годин та 55 хвилин
- ISBN 9788776771942

## Аудіокнига на CD
- Isfolket 06 - Den onde arv
- Опублікувала: Анне Лінггард
- Тривалість: 5 годин та 55 хвилин - 5 CD-дисків
- ISBN 9788776771843